# Angolai bokorpacsirta
Az angolai bokorpacsirta (Mirafra angolensis) a madarak osztályának verébalakúak (Passeriformes) rendjébe és a pacsirtafélék (Alaudidae) családjába tartozó faj.

## Rendszerezése
A fajt José Vicente Barbosa du Bocage portugál zoológus és politikus írta le 1880-ban.

## Alfajai
- Mirafra angolensis angolensis (Bocage, 1880) - nyugat- és közép-Angola;
- Mirafra angolensis antonii (B. P. Hall, 1958) - kelet-Angola, dél-Kongói Demokratikus Köztársaság, északnyugat-Zambia;
- Mirafra angolensis marungensis (B. P. Hall, 1958) - délkelet-Kongói Demokratikus Köztársaság, délnyugat-Tanzánia.

## Előfordulása
Angola, a Kongói Demokratikus Köztársaság, Tanzánia és Zambia területén honos. Természetes élőhelyei a szubtrópusi és trópusi száraz és szezonálisan elárasztott gyepek. Állandó, nem vonuló faj.

## Megjelenése
Testhossza 17 centiméter, testtömege 30-42 gramm.

## Természetvédelmi helyzete
Az elterjedési területe nagyon nagy, egyedszáma ugyan csökken, de még nem éri el a kritikus szintet. A Természetvédelmi Világszövetség Vörös listáján nem fenyegetett fajként szerepel.